# Thylamys venustus
La marmosa coligruesa encantada (Thylamys venustus) es una especie de marsupial didelfimorfo de la familia Didelphidae propio de Sudamérica. Se encuentra en el noroeste de Argentina, y sur de Bolivia.
Tiene la piel dorsal marrón claro; su pelaje ventral es gris, pero la garganta, pecho y una línea central del tórax son de color marrón amarillento. Se diferencia de otras especies del género Thylamys por la ausencia total de la  cresta posterior de las órbitas oculares en jóvenes, y apenas perceptibles en adultos.